# Tesma fractifascia
Tesma fractifascia là một loài bướm đêm thuộc phân họ Arctiinae, họ Erebidae.